# L'ovella i els cavalls
La faula de Schleicher és un text artificial compost en l'idioma reconstruït protoindoeuropeu (PEU), publicat per August Schleicher l'any 1868. Schleicher va ser el primer acadèmic que va compondre un text en PEU. La faula es titula Avis akvāsas ca ('l'ovella i els cavalls'). Posteriorment, diversos erudits van publicar versions revisades de la faula de Schleicher, ja que la idea de com sonaria el PEU va canviar amb el temps. La faula pot servir com una il·lustració dels canvis significatius que el llenguatge reconstruït ha experimentat en els últims 140 anys d'esforços acadèmics.
El 1939 Helmut Arntz va publicar la primera revisió de la faula de Schleicher, feta per Hermann Hirt. El 1979  Winfred Lehmann i Ladislav Zgusta van fer-ne una segona revisió. El 1997, a l'Enciclopèdia de cultura indoeuropea (1997: 501) en va aparèixer una altra revisió de Douglas Q. Adams. El 2007, Frederik Kortlandt va publicar-ne una altra versió a la seva pàgina web.

## L'ovella i els cavalls

### Schleicher (1868)
Avis akvāsas ka
Avis, jasmin varnā na ā ast, dadarka akvams, tam, vāgham garum vaghantam, tam, bhāram magham, tam, manum āku bharantam. Avis akvabhjams ā vavakat: kard aghnutai mai vidanti manum akvams agantam. Akvāsas ā vavakant: krudhi avai, kard aghnutai vividvant-svas: manus patis varnām avisāms karnauti svabhjam gharmam vastram avibhjams ka varnā na asti. Tat kukruvants avis agram ā bhugat.

### Traducció paraula per paraula
Avis akvāsas ca
Ovella cavalls i
 Avis, jasmin Varna na ā ast, dadarka akvams
Ovella sense llana, va veure cavalls
 tam vāgham garum vaghantam, tam bhāram magham, tam manum āku bharantam.
Aquest carreta pesada arrossegava, aquest càrrega sostenia, aquest home dalt sostenia.
 Avis akvabhjams ā vavakat:
Ovella cavalls a dir:
 Kard aghnutai mai vidanti manum akvams agantam.
Cor fa mal meu saber home cavalls manejant.
 Akvāsas ā vavakant: krudhi avai, kard aghnutai vividvant-svas:
Cavalls van dir: escolta, ovella: cor fa mal sabent això
 Manus patis varnām avisāms karnauti svabhjam gharmam vastram
Home estimo llana ovella fa si mateix tèbia roba,
 Avibhjams ca Varna na asti
Ovella quin llana no hi ha
 Tat kukruvants avis Agram ā bhugat
Això sentint ovella va fugir a prada

### Traducció a l'anglès
The Sheep and the Horses
[On a hill,] a sheep that had no wool saw horses, one of them pulling a heavy wagon, one carrying a big load, and one carrying a man quickly. The sheep said to the horses: "My heart pains me, seeing a man driving horses". The horses said: "Listen, sheep, our hearts pain us when we see this: a man, the master, makes the wool of the sheep into a warm garment for himself. And the sheep has no wool". Having heard this, the sheep fled into the plain.

### Traducció al català
L'ovella i els cavalls
[En un turó,] una ovella que no tenia llana va veure cavalls, un d'ells arrossegava una pesada carreta, un altre carregava una gran càrrega i un altre cavalcava ràpidament amb un genet. L'ovella va dir als cavalls: «Mal de cor veient un home manejant cavalls». Els cavalls van dir: «Escolta, ovella: els nostres cors ens fan mal quan veiem això: un home, l'amo, converteix la llana d'una ovella en roba abrigada per a si mateix. I l'ovella no té llana ». En sentir això, l'ovella va fugir al prat.

### Hirt (1939)
Owis ek’wōses-kʷe
Owis, jesmin wьlənā ne ēst, dedork’e ek’wons, tom, woghom gʷьrum weghontm̥, tom, bhorom megam, tom, gh’ьmonm̥ ōk’u bherontm̥. Owis ek’womos ewьwekʷet: k’ērd aghnutai moi widontei gh’ьmonm̥ ek’wons ag’ontm̥. Ek’wōses ewьwekʷont: kl'udhi, owei!, k’ērd aghnutai vidontmos: gh’ьmo, potis, wьlənām owjôm kʷr̥neuti sebhoi ghʷermom westrom; owimos-kʷe wьlənā ne esti. Tod k’ek’ruwos owis ag’rom ebhuget.

### Lehmann and Zgusta (1979)
'Owis eḱwōskʷe
Gʷərēi owis, kʷesjo wl̥hnā ne ēst, eḱwōns espeḱet, oinom ghe gʷr̥um woǵhom weǵhontm̥, oinomkʷe meǵam bhorom, oinomkʷe ǵhm̥enm̥ ōḱu bherontm̥. Owis nu eḱwobh(j)os (eḱwomos) ewewkʷet: "Ḱēr aghnutoi moi eḱwōns aǵontm̥ nerm̥ widn̥tei". Eḱwōs tu ewewkʷont: "Ḱludhi, owei, ḱēr ghe aghnutoi n̥smei widn̥tbh(j)os (widn̥tmos): nēr, potis, owiōm r̥ wl̥hnām sebhi gʷhermom westrom kʷrn̥euti. Neǵhi owiōm wl̥hnā esti". Tod ḱeḱluwōs owis aǵrom ebhuget.

### Adams (1997)
H₂óu̯is h1ék̂u̯ōs-kʷe
[Gʷr̥hxḗi] h₂óu̯is, kʷési̯o u̯lh₂néh₄ ne (h1é) est, h1ék̂u̯ons spék̂et, h1oinom ghe gʷr̥hxúm u̯óĝhom u̯éĝhontm̥ h1oinom-kʷe ĝ méĝham bhórom, h1oinom-kʷe ĝhménm̥ hxṓk̂u bhérontm̥. h₂óu̯is tu h1ek̂u̯oibh(i̯)os u̯eukʷét: 'k̂ḗr haeghnutór moi h1ék̂u̯ons haéĝontm̥ hanérm̥ u̯idn̥téi. h1ék̂u̯ōs tu u̯eukʷónt: 'k̂ludhí, h₂óu̯ei, k̂ḗr ghe haeghnutór n̥sméi u̯idn̥tbh(i̯)ós. hanḗr, pótis, h₂éu̯i̯om r̥ u̯l̥h₂néham sebhi kʷr̥néuti nu gʷhérmom u̯éstrom néĝhi h₂éu̯i̯om u̯l̥h₂néha h1ésti.' Tód k̂ek̂luu̯ṓs h₂óu̯is haéĝrom bhugét.

### Kortlandt (2007)
ʕʷeuis ʔkeuskʷe
ʕʷeuis iosmi ʕuelʔn neʔst ʔekuns ʔe 'dērkt, tom 'gʷrʕeum uogom ugentm, tom m'geʕm borom, tom dgmenm ʔoʔku brentm. ʔe uēukʷt ʕʷeuis ʔkumus: kʷntske ʔmoi kērt ʕnerm ui'denti ʔekuns ʕ'gentm. ʔe ueukʷnt ʔkeus: kludi ʕʷuei, kʷntske nsmi kērt ui'dntsu: ʕnēr potis ʕʷuiom ʕulʔenm subi gʷormom uestrom kʷrneuti, ʕʷuimus kʷe ʕuelʔn neʔsti. To'd kekluus ʕʷeuis ʕe'grom ʔe bēu'gd.

### Lühr (2008)
h₂ówis h1ék’wōskwe
h₂ówis, (H)jésmin h₂wlh₂néh₂ ne éh1est, dedork’e (h1)ék’wons, tóm, wóg’hom gwérh₂um wég’hontm, tóm, bhórom még’oh₂m, tóm, dhg’hémonm h₂oHk’ú bhérontm. h₂ówis (h1)ék’wobhos ewewkwe(t): k’ḗrd h₂ghnutoj moj widntéj dhg’hmónm (h1)ék’wons h₂ég’ontm. (h1)ék’wōs ewewkw: k’ludhí, h₂ówi! k’ḗrd h₂ghnutoj widntbhós: dhg’hémō(n), pótis, h₂wlnéh₂m h₂ówjom kwnewti sébhoj gwhérmom wéstrom; h₂éwibhoskwe h₂wlh₂néh₂ né h1esti. Tód k’ek’luwṓs h₂ówis h₂ég’rom ebhuge(t).

## Diferències notables
Algunes de les diferències entre els textos es produeixen per variacions en les convencions ortogràfiques: w i  u̯ exemple són només diferents formes d'indicar el mateix so, l'al·lòfon no-sil·làbic de o.

## Diversos estadis del PEU
Carlos Quiles Cases del Grup Dnghu proveeix versions en diversos estadis del proto-indo-europeu i del post-proto-indo-europeu a: HTML Arxivat 2010-05-22 a Wayback Machine., PDF Arxivat 2012-12-24 a Wayback Machine..